# Forest Lake, Illinois
Forest Lake är en census-designated place i Lake County i Illinois. Vid 2020 års folkräkning hade Forest Lake 1 784 invånare.